# Le Chasseur de chez Maxim's (film, 1933)
Pour les articles homonymes, voir Le Chasseur de chez Maxim's (homonymie).
Pour plus de détails, voir Fiche technique et Distribution.
Le Chasseur de chez Maxim's est un film français réalisé par Karl Anton et sorti en 1933.

## Fiche technique
- Réalisation : Karl Anton
- Scénario : Paul Schiller d'après la pièce éponyme d'Yves Mirande et Gustave Quinson, créée le 24 décembre 1920 au théâtre du Palais-Royal, à Paris
- Musique : René Sylviano
- Production :  Les Studios Paramount
- Pays de production :  France
- Genre : Comédie
- Durée : 65 minutes
- Dates de sortie : 
  - France : 2 mars 1933
  - États-Unis : 3 février 1935
- Affiche : Roger Cartier (France)

## Distribution
- Tramel : Julien
- Suzy Vernon : Geneviève Pauphilat
- Robert Burnier : Le marquis du Vélin
- Mireille Perrey : Totoche
- Charles Siblot : La Chanoine
- Marguerite Moreno : Mme. Pauphitat
- Dany Lorys : Cricri
- Pierre Moreno : La Giclais
- Pierre Stephen : Octave
- Georges Cahuzac : Cruchot